# Geysen Glacier
Geysen Glacier är en glaciär i Antarktis. Den ligger i Östantarktis. Australien gör anspråk på området. Geysen Glacier ligger 1 117 meter över havet.
Terrängen runt Geysen Glacier är platt.  Trakten är obefolkad. Det finns inga samhällen i närheten.